# Cyphostemma overlaetii
Cyphostemma overlaetii là một loài thực vật hai lá mầm trong họ Nho. Loài này được (Dewit) Desc. miêu tả khoa học đầu tiên năm 1967.